# Ключевское муниципальное образование (Иркутская область)
Ключевское муниципальное образование — муниципальное образование со статусом сельского поселения в Казачинско-Ленском районе Иркутской области России. Административный центр — деревня Ключи.
Площадь Ключевского муниципального образования составляет 134,9 км², в т.ч. площадь земель сельскохозяйственного использования ─ 0,27 км².  

## Демография
По результатам Всероссийской переписи населения 2010 года численность населения муниципального образования составляла 1095 человек, в том числе 538 мужчин и 557 женщин.
Численность населения муниципального образования, на 01.01.2020 года, составляла 1232 человека (из них в д. Ключи ─ 1206 человек, в д. Мостовая ─ 26 человек).

## Населённые пункты
В состав муниципального образования входят населённые пункты:
- деревня Ключи
- деревня Мостовая